# Mezey István Művészeti Központ

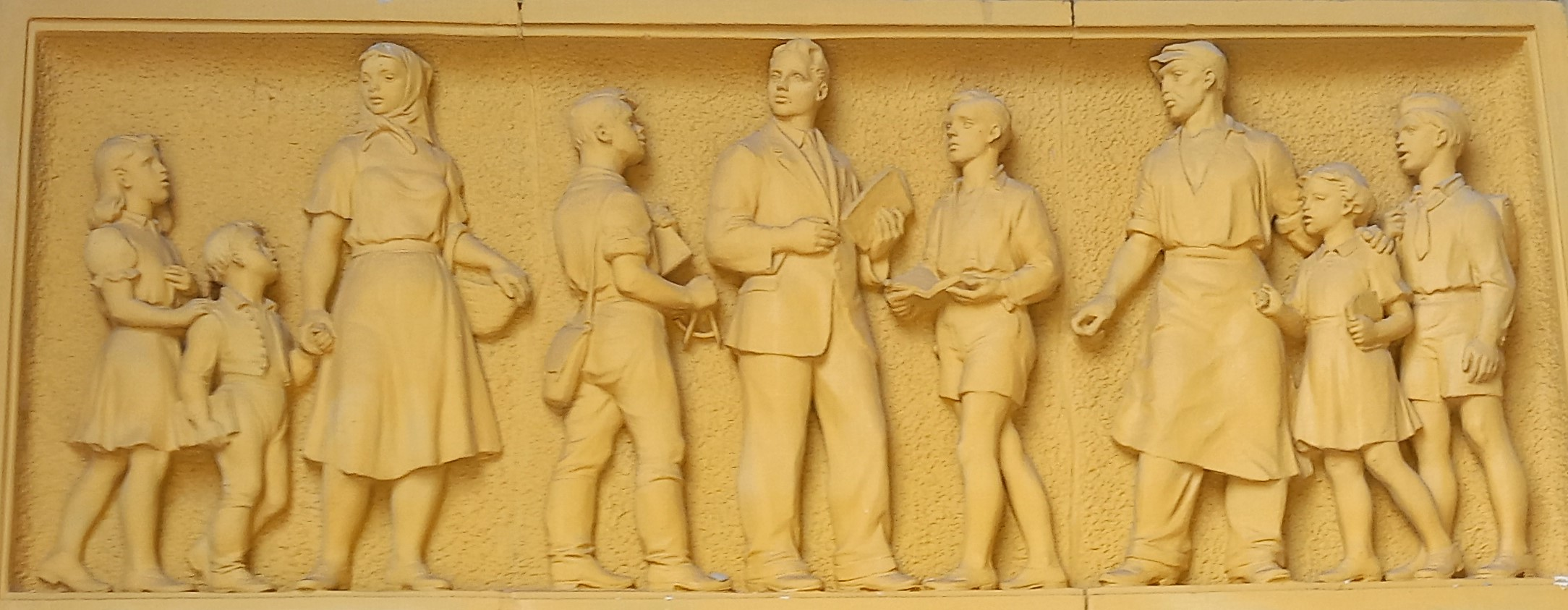
A főbejárat fölötti relief

A Mezey István Művészeti Központ Kazincbarcika központjában, a Rákóczi téren található többfunkciós kulturális és szabadidős centrum.

## Története

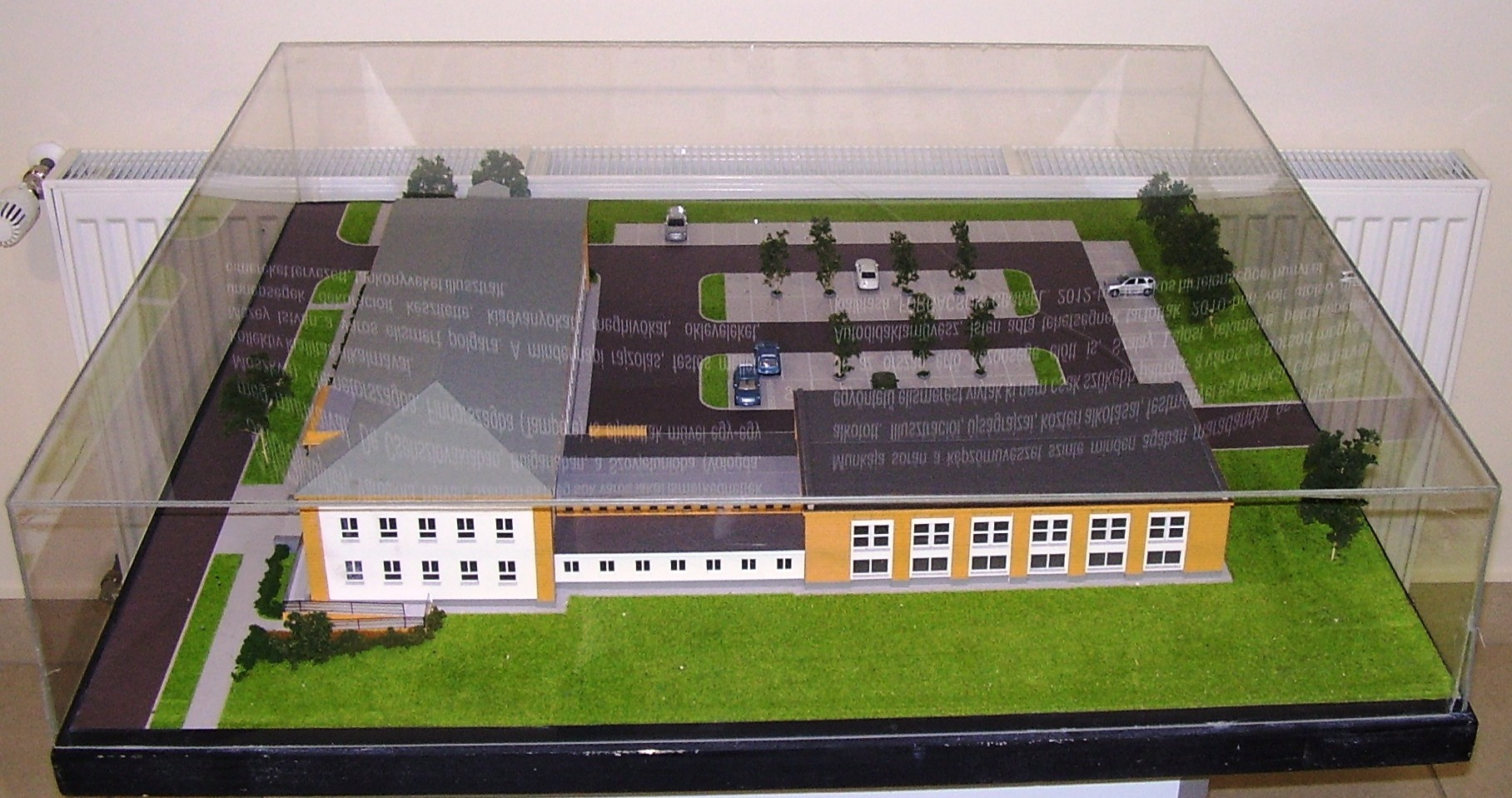
Mezey István Művészeti Központ makettje

2014. október 4-én az egykori Újvárosi Általános Iskola helyén nyílt meg a Mezey István Művészeti Központ. A város 2012-ben elhunyt díszpolgáráról, Mezey István festő- és grafikusművészről elnevezett akadálymentesített létesítménybe költözött az Egressy Béni Városi Könyvtár, a Gyermekek Háza-Kézművesház, valamint több kiállítótér mellett itt kapott helyet Kazincbarcika legnagyobb (295 m²-es), mintegy négyszáz főt befogadni képes rendezvényterme.

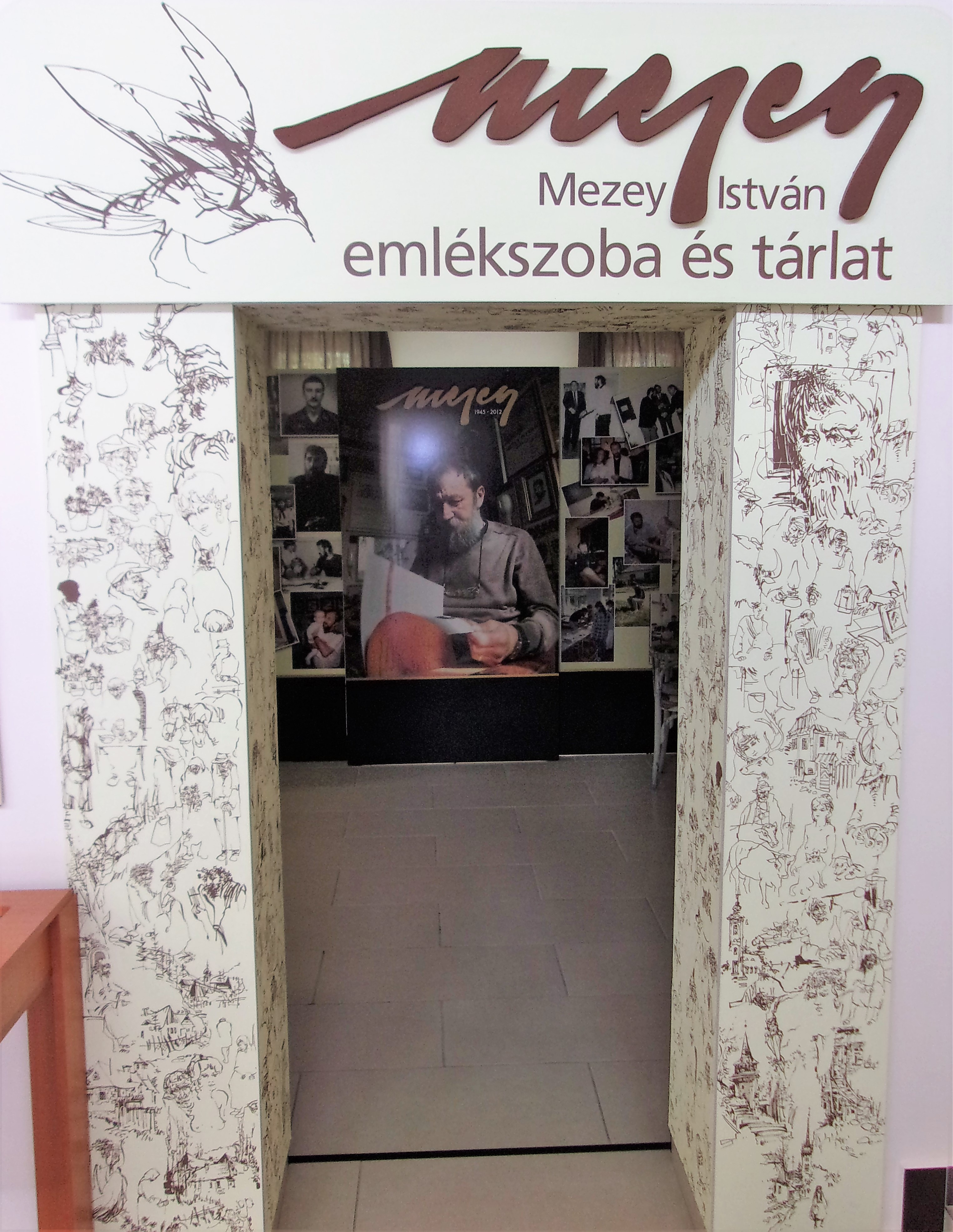
Mezey István Emlékszoba és Tárlat

A földszinten balra a felnőtt és gyermekkönyvtár található, felette az első emeleten a Gyermekek Háza-Kézművesház helyiségei (egy 108 m²-es, többfunkciós terem és egy 40 m²-es klubszoba). A földszinten kaptak helyet a kiállítótermek, illetve a Mezey István Emlékszoba és Kiállítás.
A rendezvényterem az emeleti szinten található, két oldalról lépcsőn keresztül, illetve liften közelíthető meg.
A teremhez a saját szintjén több kiszolgálóegység kapcsolódik: előkészítő-, illetve szervizkonyha, továbbá öltöző és mobilszínpad. A földszinten - igény szerint - szintén hozzá kapcsolható terek: kiállítótér, előcsarnok, ruhatár, öltöző és kiválóan felszerelt melegítőkonyha. Ez étellift segítségével összeköttetésben áll a felső szint szervizkonyhájával.

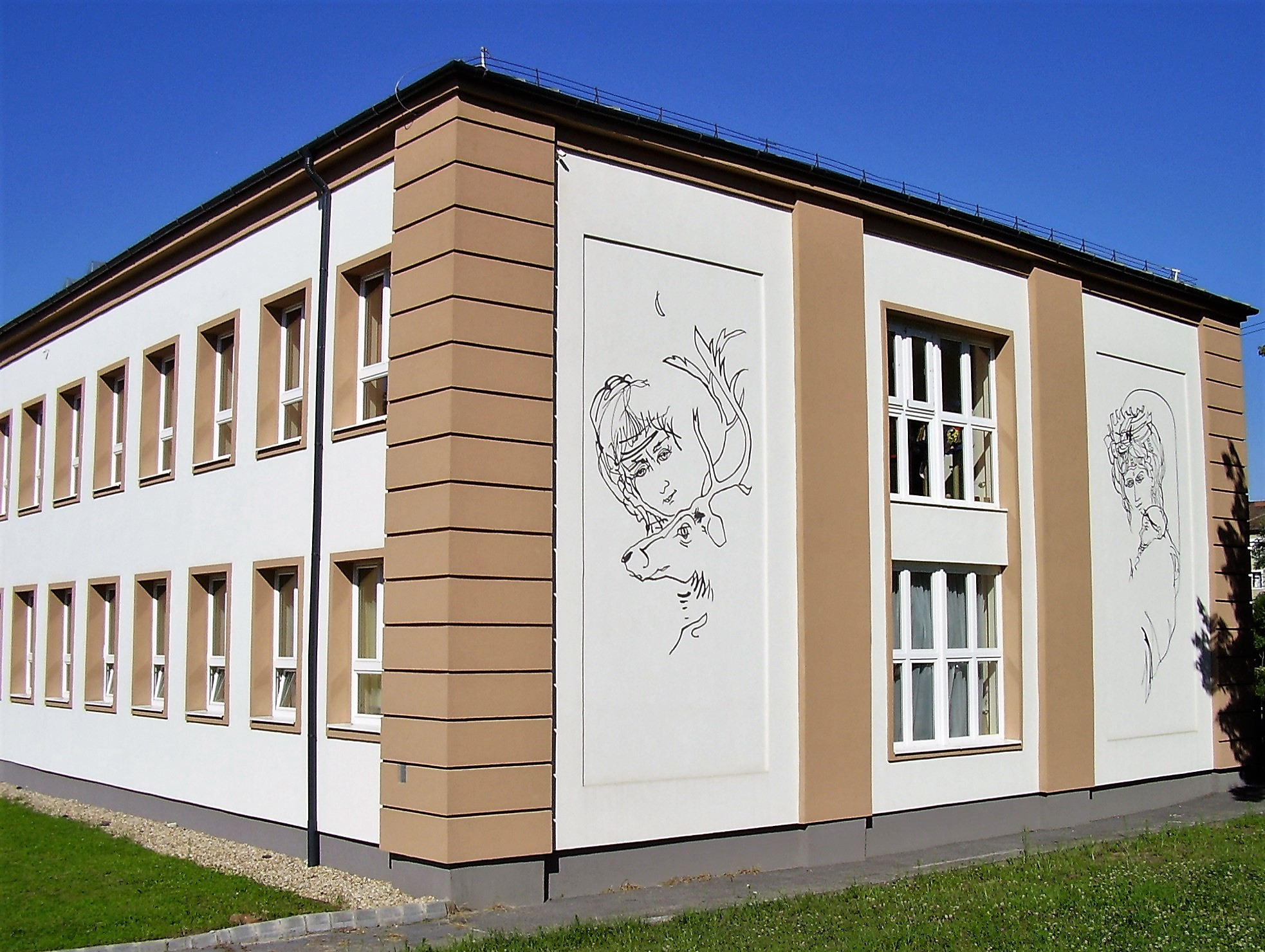
Mezey István: A Csodaszarvas és az Anya gyermekével című falfestmények az épület oldalán

A főépület két udvarra néző falán a névadó képzőművész egy-egy grafikája – a Csodaszarvas és az Anya gyermekével, – található.
Az első időszaki kiállítások:
- „Szín-Vonal-Barcika”
- „Nézd, ez is fém”

Az épületet Kazincbarcika Város Önkormányzata megbízásából a Barcika Art Kft. üzemelteti, a létesítményvezető:	Varga Beáta. A Gyermekek Háza-Kézművesházat Ursutzné Blága Krisztina irányítja.

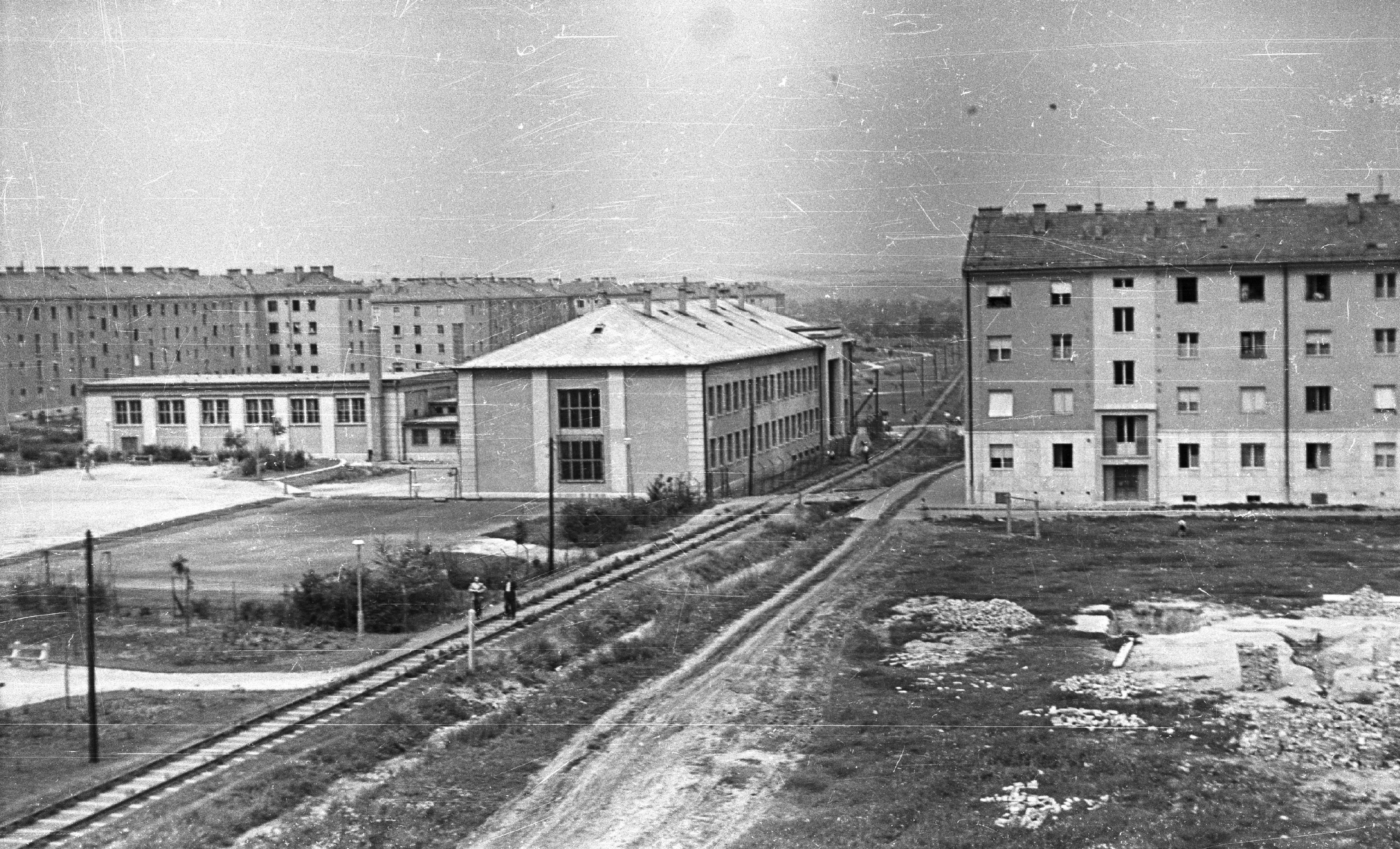
Az Újvárosi Általános Iskola épülete 1960-ban

A művészeti központ hétköznaponként 9.00 és 18.00 óra, szombaton 9.00 és 14.00 óra között várja a látogatókat.

## Érdekességek
- Ebben az épületben alakult meg 1954. március 20-án A Kazincbarcikai Városi Tanács.[6] A 20 éves évforduló alkalmából (1974-ben) a Városi Tanács Végrehajtó Bizottsága emléktáblát is helyezett el az iskola bejáratánál.[7]
- 2022 augusztusában a Kazincbarcikai sportlegendák relikviái című kiállítással emlékeztek a város több évtizednyi sporttörténetéről.[8]
- 2023 augusztusában a Sportlegendák képekben a Kazincbarcikai sportlegendák relikviái című tárlat folytatásaként 33 fotókkal színesített tablóval tisztelegnek a már több évtizedes sporttörténelemnek: az atlétika, a birkózás, a kézilabda, a labdarúgás, a ritmikus sportgimnasztika, a röplabda, a súlyemelés, a tenisz kiemelkedő képviselőinek, csapatainak.[9]